# Karmelitenbasilika (Krakau)

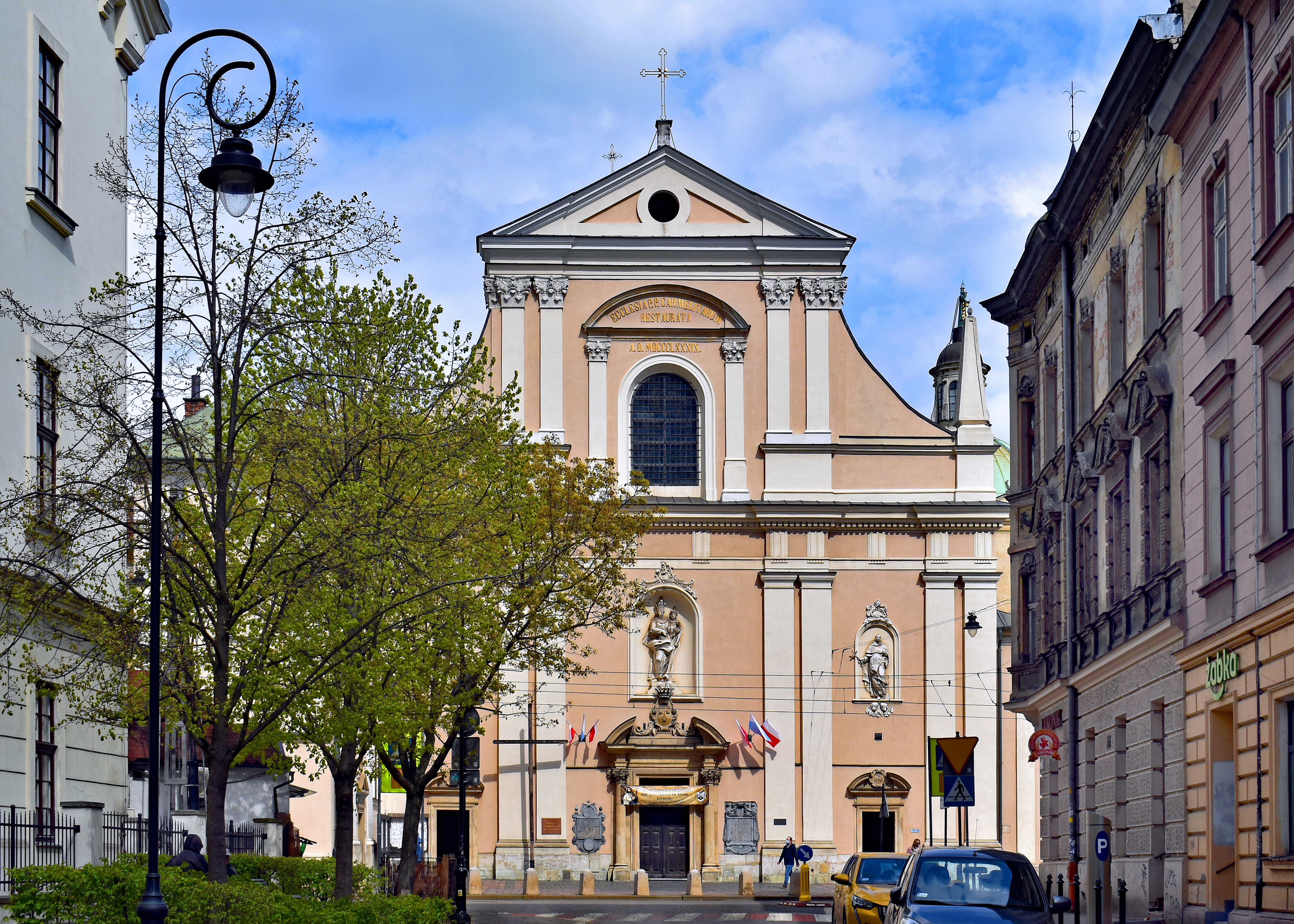
Südansicht der Karmelitenbasilika

Die Karmelitenbasilika (polnisch Bazylika Karmelitów) oder Maria auf dem Sande (poln. Maria na Piasku) oder auch Mariä-Heimsuchung-Basilika (poln. Bazylika Nawiedzenia Najświętszej Maryi Panny)  in Krakau ist eine katholische Kirche an der ul. Karmelicka 19 im Stadtteil Sand. 

## Geschichte

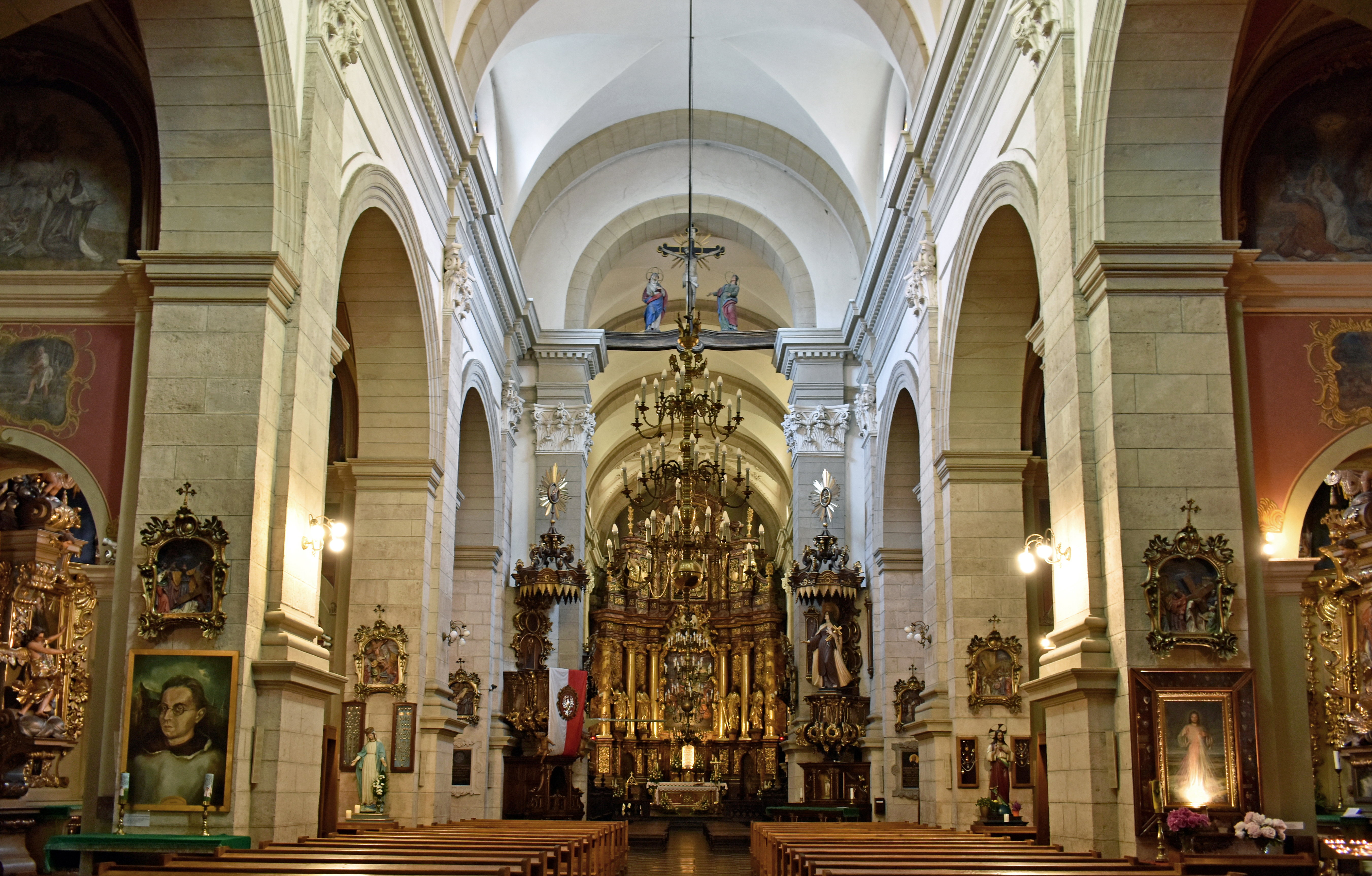
Innenraum

### Vorgeschichte
Nach nicht bestätigten Angaben soll der erste Kirchenbau auf Ladislaus I. Herman aus dem 11. Jahrhundert zurückgehen. Gesichert ist, dass 1395 die heilige Königin Hedwig von Anjou und ihr Ehemann König Ladislaus II. Jagiełło hier eine gotische Kirche stifteten, die 1397 den Karmeliten übergeben wurde. Die Kirche wurde bei der Belagerung Krakaus durch Truppen von Maximilian III. Habsburg 1587, während der Schwedischen Sintflut 1655 und dem Polnisch-Russischen Krieg von 1768–1772 zerstört und jeweils wieder neu aufgebaut. 1588 wurde in der Kirche der dem Geschlecht der schlesischen Piasten entstammende Thronanwärter für die polnisch-litauische Krone Heinrich XI. bestattet.

### Heutige Kirche
Der derzeitige Barockbau wurde 1679 neu geweiht. Die Kirche erhielt 1996 den Titel einer Basilica minor verliehen.